# Welkenraedt
Welkenraedt (en limburgués Wälekete) es una comuna de la región de Valonia, en la provincia de Lieja, Bélgica. A 1 de enero de 2019 tenía una población estimada de 10 002 habitantes.

## Geografía
Se encuentra ubicada al este del país, en la región natural del País de Herve, cerca de la ciudad de Eupen y la frontera con Alemania.

### Secciones del municipio
El municipio comprende los antiguos municipios, que se fusionaron en 1977:
| - Welkenraedt - Henri-Chapelle |

### Pueblos y aldeas del municipio
Auweg, Bayaux, Hockelbach, Hoof, Lançaumont, Lekker, Quatre-Chemins, Ruyff y Vivier.

## Demografía

### Evolución
Todos los datos históricos relativos al actual municipio, el siguiente gráfico refleja su evolución demográfica, incluyendo municipios después de efectuada la fusión el 1 de enero de 1977.
| Gráfica de evolución demográfica de Welkenraedt entre 1846 y 2019 |
|                                                                   |